# 海老名運動公園野球場

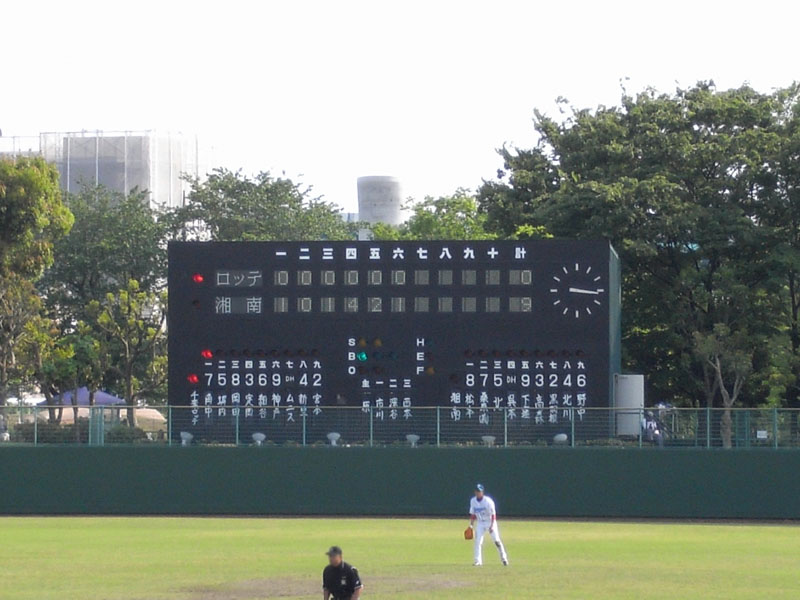
旧スコアボード(2012年度までのもの)

海老名運動公園野球場（えびなうんどうこうえんやきゅうじょう）は、神奈川県海老名市の海老名運動公園にある野球場。施設は海老名市が所有・運営管理、相鉄企業がこれを受託し、整備をおこなっている。海老名球場ともいう。
高校野球（夏の県大会を除く）やプロ野球・イースタン・リーグ（横浜DeNAベイスターズ主催試合）に使用される。また11月にはクラストカップ神奈川・静岡決戦会場（リトルシニア南関東支部・あさひテレビ主催）としても使用されている。
2020年よりベースボール・チャレンジ・リーグ（ルートインBCリーグ）に加入した神奈川フューチャードリームスが、初年度に公式戦を開催したが、2021年以降はシーズン開幕時点から設定されていない。2023年のリーグの「公式戦開催球場一覧」からは名前がなくなっている。一方、2023年から公式戦を実施するベイサイドリーグのYKSホワイトキングスが、公式戦4試合の開催を計画し、4月19日に最初の試合が開催された。

## 施設概要
鉄筋コンクリート造2階建
- グラウンド面積：12,353m2
- 両翼：95m、中堅：120m
- 内野：土、外野：天然芝
- 収容人員：3,400人 （内野：セパレート席・芝生、外野：芝生）
- スコアボード：高輝度フルカラーLED方式。[9]

## 交通
- JR相模線社家駅から徒歩15分
- 小田急小田原線・JR相模線厚木駅より徒歩20分
- 圏央道海老名I.C.より自動車で5分（球場は圏央道沿いにあり、ライトスタンド後方の防球ネットは道路沿いの部分は高く設置されている）